# 微分ガロア理論
数学において、微分ガロア理論（びぶんガロアりろん）とは、微分体の拡大を研究する分野である。

## 動機および基本的考え方
数学において、ある種の初等関数の不定積分は初等関数で表せない。
この様な関数としては、{\displaystyle e^{-x^{2}}}が良く知られており、その不定積分は、統計学で馴染みの深い誤差関数 {\displaystyle \operatorname {erf} x} である。
他の例としては、シンク関数 {\displaystyle {\tfrac {\sin x}{x}}} や {\displaystyle x^{x}} 等がある。
初等関数の概念は、単に慣習的なものであることに気付くべきである。
仮に、初等関数の定義に誤差関数を含めれば、その定義の下では {\displaystyle e^{-x^{2}}} の不定積分が初等関数になるのである。
しかし、いわゆる初等関数の定義にいくら沢山の関数を追加しても、その不定積分が初等関数にならない関数が存在する。
微分ガロア理論（びぶんがろありろん、英：differential Galois theory） の理論を用いれば、どの初等関数の不定積分が初等関数で表せないか、決定することができる。
微分ガロア理論は、ガロア理論のモデルを基礎にした理論である。
代数的ガロア理論が体の拡大を研究するのに対し、微分ガロア理論は微分体（びぶんたい、英：differential field）、つまり微分（びぶん、英：derivation）または微分子（びぶんし、differentiation） D を持つ体の拡大を研究する。
微分ガロア理論の殆どは、代数的ガロア理論と類似している。
両者の構成における大きな違いは、微分ガロア理論のガロア群は代数群であり、代数的ガロア理論ではクルル位相を備えた副有限群である点である。

## 定義
微分 D を有する任意の微分体 F に対し、F の定数体（ていすうたい、英：constants）と呼ばれる部分体
Con(F) = {f ∈ F | Df = 0}
が存在する。
定数体は、F の素体を含む。
2 つの微分体 F と G が与えられた場合に、
G が F の単純微分拡大

であって、
∃s∈F; Dt = Ds/s
を満たすとき、G を F の対数拡大（たいすうかくだい、英：logarithmic extension）という。
これは、対数微分の形式をしている。
直感的には、t をある F の要素 s の対数と考えることができ、この場合、同条件は普通の連鎖律に対応する。
しかし、F には一意的に対数が定まる訳ではないことに注意が必要である。
対数的な多くの F の拡大体を考えることもできる。
同様に、指数拡大（しすうかくだい、英：exponential extension）とは、
∃s∈F; Dt = tDs
を満たす単純微分拡大である。
また、積分拡大とは、
∃s∈F; Dt = s
を満たす単純微分拡大である。積分拡大や指数拡大は、体の標数が0でかつ拡大体の定数体が一致するとき、ピカール・ベシオ拡大になる。
上記の注意書きを念頭に置き、この要素は F の要素 s の指数と考えることができる。
最後に、F から G へ至る部分体の有限列があり、Con(F) = Con(G) は代数閉体であって列の各拡大が有限次代数拡大、対数拡大または指数拡大の何れかであるとき、G を初等微分拡大（しょとうびぶんかくだい、英：elementary differential extension）という。
{\displaystyle a_{1},\cdots ,a_{n}\in F} に対し、斉次線型微分方程式
{\displaystyle D^{n}y+a_{1}D^{n-1}y+\cdots +a_{n-1}Dy+a_{n}y=0}　…　(1)
を考える。
定数体上で一次独立な (1) の解は、高々 n 個存在する。
F の拡大 G が微分方程式 (1) に対するピカール・ベシオ拡大（英：Picard-Vessiot extension）であるとは、G が (1) の解全体で生成された微分体であって、かつ Con(F) = Con(G) を満たすことである。
微分体F の拡大 G がリウヴィル拡大（英：Liouville extension）であるとは、Con(F) = Con(G) が代数閉体であって、部分体の増大列
F = F0 ⊂ F1 ⊂ … ⊂ Fn = G
が存在して、各拡大 Fk+1 : Fk が有限次代数拡大または積分拡大または指数拡大になっていることをいう。有理関数体 C(x) のリウヴィル拡大は、有理関数・指数関数・代数方程式の根をとる操作およびそれらの不定積分を有限回組み合わせてできる関数の集まりになっている。明らかに対数関数や三角関数、それらの逆関数も C(x) 上リウヴィル的な関数であり、特に初等微分拡大はリウヴィル拡大である。
C(x) 上の初等拡大に含まれるがリウヴィル拡大には含まれないような関数の例としては {\displaystyle e^{-x^{2}}} の不定積分がある。

## 基本的性質
微分体 F に対し、G が F の分離的代数拡大のとき、F の微分が G の微分に一意に拡大できる。
従って、G は F の微分体の構造の一意の拡大を有する。
F と G は Con(F) = Con(G) を満たす微分体であって、G は F の初等微分拡大だとする。
a ∈ F、y ∈ G、Dy = a （つまり、G は a の不定積分を含む）だとする。
このとき、
c1, …, cn ∈ Con(F) と u1, …, un, v ∈ F が存在し、
{\displaystyle a=c_{1}{\frac {Du_{1}}{u_{1}}}+\dotsb +c_{n}{\frac {Du_{n}}{u_{n}}}+Dv}
である（リウヴィルの定理）。
言い換えると、初等的な不定積分（つまり、不定積分が最悪でも、F の初等微分拡大に含まれる）関数のみが、定理に記す形式を有する。
従って、直感的には、初等的な不定積分のみが、単純な関数と単純な関数の有限個の対数の和になる。
G/F がピカール・ベシオ拡大であるとする。このとき G が F のリウヴィル拡大であることと、微分ガロア群の単位成分が可解であることは同値である。さらに、G が F のリウヴィル拡大であることと、G が F のあるリウヴィル拡大体に埋め込まれることも同値である。

## 例
- 1 変数複素有理関数体 C(x) は、変数 x に関する普通の微分により、微分体になる。 この体の定数体は、複素数体 C である。

- 上記リウヴィルの定理により、f(z)、g(z) が z に関する有理関数で、f(z) は 0 でなく、g(z) は定数でない場合に、{\displaystyle \textstyle \int f(z)e^{g(z)}\,dz} が初等関数になるためには、ある有理関数 h(z) により、{\displaystyle f(z)=h'(z)+h(z)g'(z)\,} と書けることが必要十分であることが示せる。 冒頭に記載した誤差関数や積分正弦（シンク関数の不定積分）が初等関数で表せないことは、この性質から直ちに導かれる。

- エアリーの微分方程式 {\displaystyle y''-xy=0\,} の微分ガロア群は、複素数体上のユニモジュラー 2 次行列の全体になる。 これは可解な単位元の成分を持たない。 従って、同方程式の解は、解析学の標準的な関数を含む簡潔な式では表せない。 この方程式の解は、エアリー関数という。